# 1887년 영화
다음은 1887년 영화에 관한 정보이다. 1887년 영화계의 사건과 영화 목록, 영화인에 대해 다룬다.

## 사건

세계 최초의 필름 영상 중 하나인 <모퉁이를 도는 남자> (Man Walking Around A Corner). 루이 르 프랭스 제작.

- 미국의 발명가 해너벌 굿윈이 자신이 개발한 사진 필름의 특허권을 신청했다.
- 프랑스의 발명가 뤼 르 프랭스가 미국에서 16렌즈 카메라 (LPCC 타입16)를 개발하고, 이를 이용해 <모퉁이를 도는 남자>를 촬영했다.
- 이 해 8월경 미국의 하비 헨더슨 윌콕스란 사람이 로스앤젤레스군 당국에 120에이커 규모의 목장을 신고했다. 이곳은 훗날 미국 영화업계의 본거지인 할리우드가 된다.

## 영화
- 모퉁이를 도는 남자 - 루이 르 프랭스 제작. 가장 오래된 필름 영상으로 알려져 있다.

## 같이 보기
- 19세기 영화
- 1880년대 영화